# Kloster Vallbona
Das Kloster Vallbona de les Monges (auch: Santa María de Vallbona de Les Monges; lat. Abbatia B.M.V. de Vallebona; nicht zu verwechseln mit der Zisterzienserabtei Valbonne im Roussillon) ist eine bestehende Zisterzienserinnenabtei in der Region Katalonien in Spanien. Es liegt in Vallbona de Les Monges in der Provinz Lleida. Mit den Mönchsabteien Santes Creus und Poblet bildet es die katalanische Ruta del Cister.

## Geschichte
Das Kloster wurde an der Stelle einer benediktinischen Anlage für Mönche und Nonnen aus dem Jahr 1055 im Jahr 1173 von Ramón Berenguer IV. gestiftet. Es wurde 1932 zum Nationalmonument erklärt. Das Kloster erlangte schnell Einfluss und zog adelige Frauen aus Katalonien an. In den Jahren 1198 und 1200 wurde ihm von Papst Innozenz III. die Immunität verliehen. Seit 1380 war die Äbtissin zugleich Herrin der Grafschaft Vallbona. In seiner Blütezeit zählte das Kloster 150 Nonnen. Im 15. Jahrhundert setzte der Niedergang ein. Die Desamortisation in Spanien, die Klosteraufhebung in der Zeit der Regierung Juan Álvarez Mendizábal, unterbrach das Klosterleben nur für kurze Zeit. In den letzten Jahren hat die Generalitat de Catalunya Restaurierungsarbeiten unternommen.

## Bauten und Anlage
Die wie häufig in Frauenzisterzen einschiffige, kreuzförmige Kirche weist eine rechteckige Hauptapsis und zwei einjochige Kreuzarme sowie ein vierjochiges Langhaus auf. Der achteckige Glockenturm ist über dem zweiten Langhausjoch errichtet. Die Klausur liegt rechts von der Kirche; der Westarm des Kreuzgangs mit niedrigen Arkaden  ist auf der Südseite nach Westen versetzt. Die Anlage ist insgesamt im romanisch-gotischen Stil errichtet.

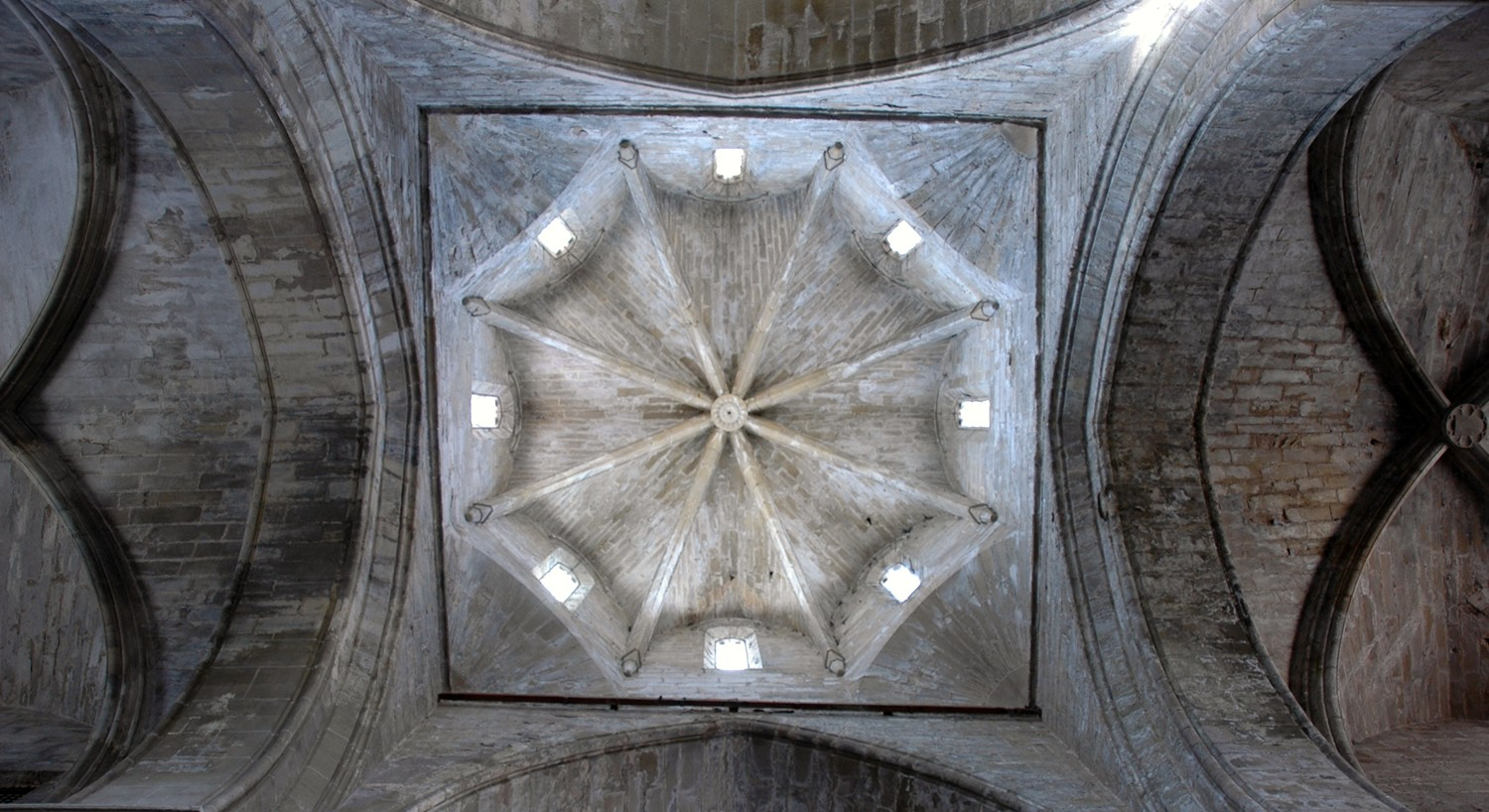
Die Vierungskuppel der Kirche
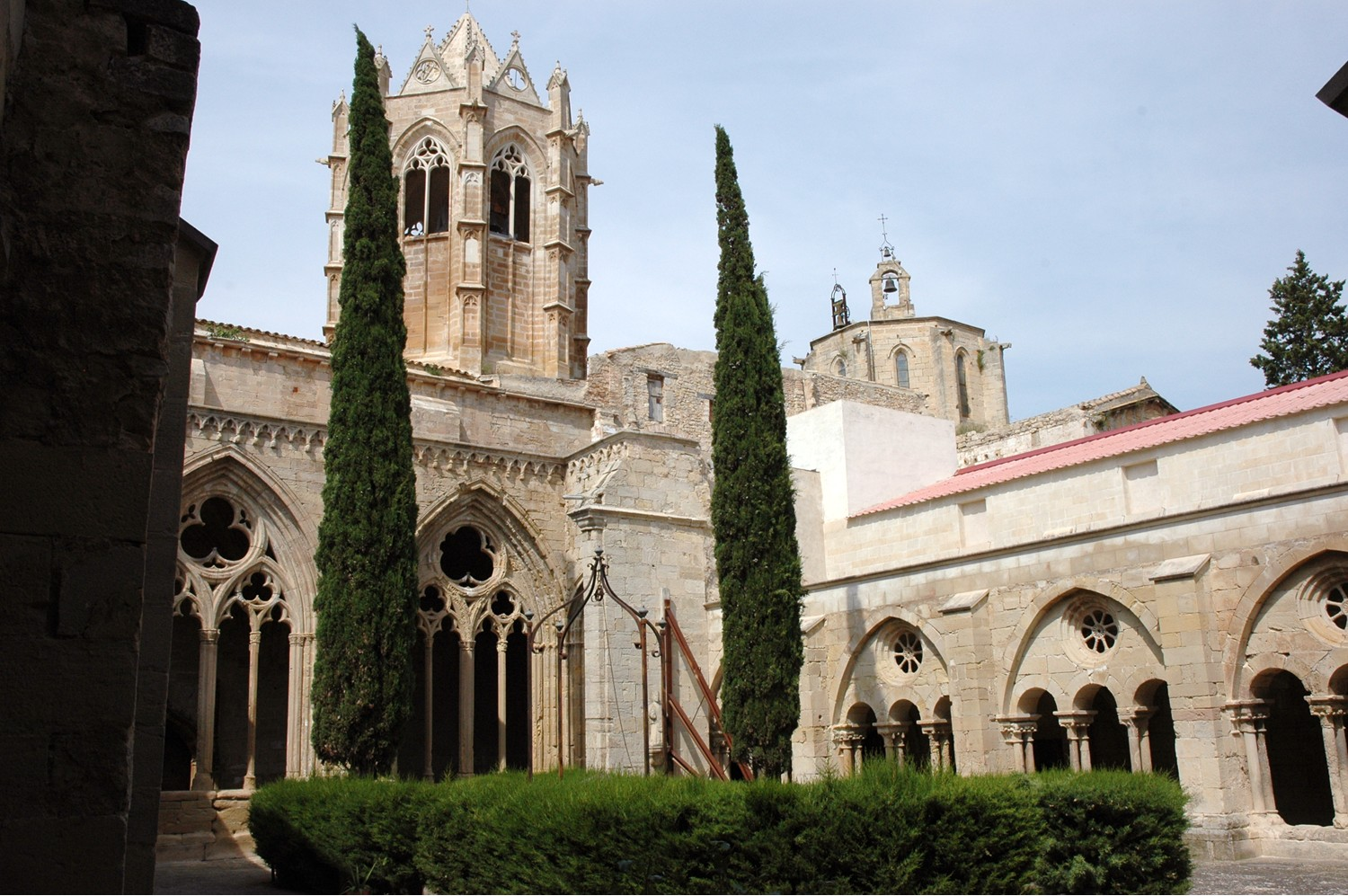
Der Kreuzgang
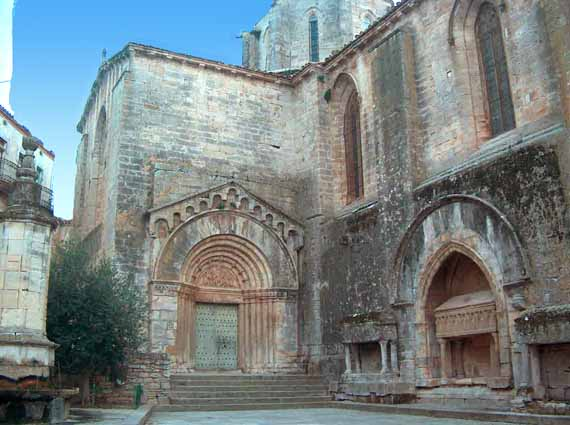
Kirchenportale
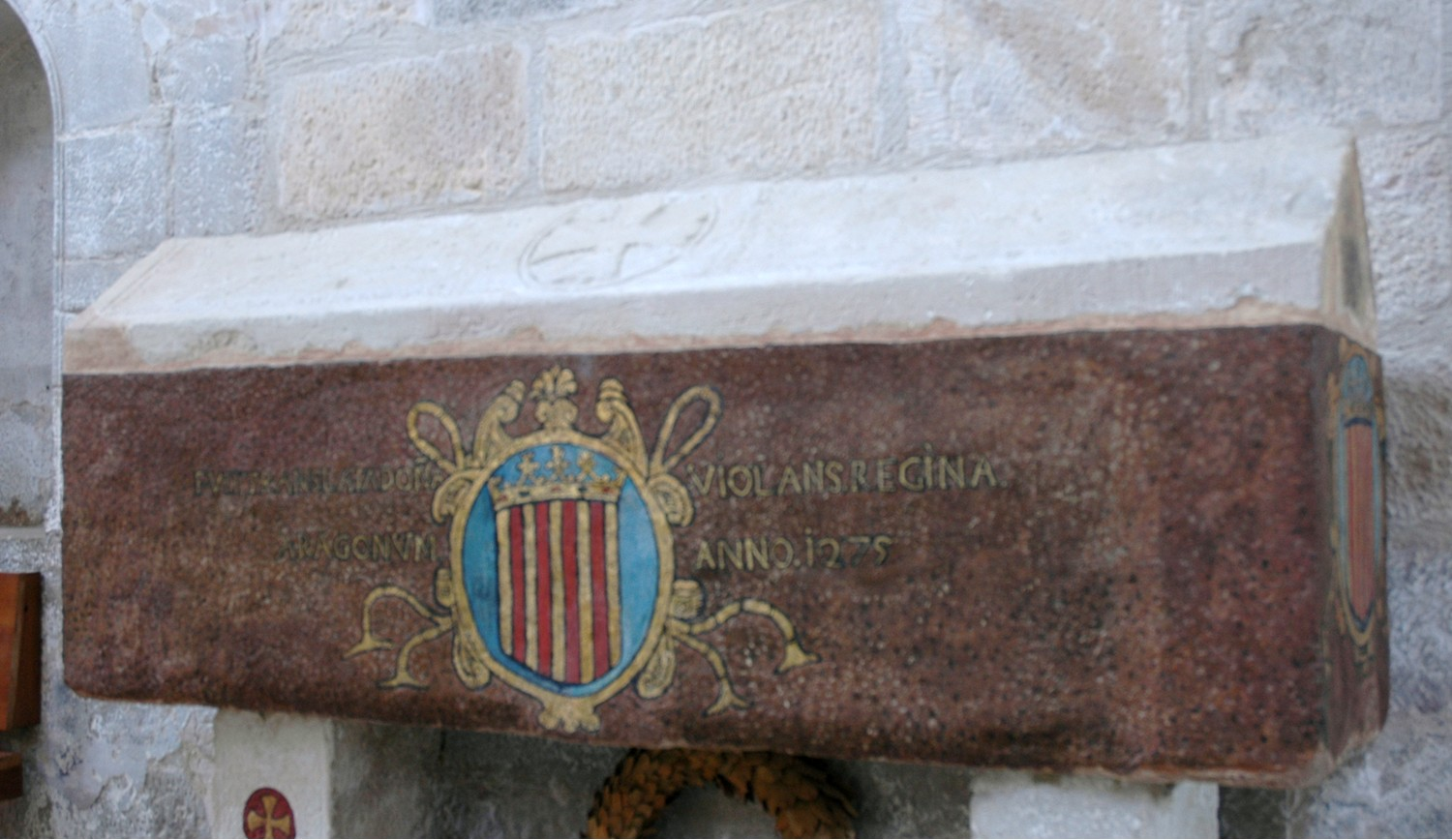
Grab der Violante von Aragón

## Gräber des Königshauses von Aragón
In Vallbona sind mehrere Mitglieder des Königshauses bestattet (Näheres siehe Artikel Ruta del Cister).